# 埃托勒 (约讷省)
埃托勒（法語：Étaule，法語發音：[etol]）是法国勃艮第-弗朗什-孔泰大区约讷省的一个市镇，属于阿瓦隆区。

## 地理
埃托勒（47°32'11"N, 3°54'53"E）面积8.89 平方千米，位于法国勃艮第-弗朗什-孔泰大區约讷省，该省份为法国中北部内陆省份，西接卢瓦雷省，西北接塞纳-马恩省，南至涅夫勒省，东临科多尔省，东北与奥布省接壤。
与埃托勒接壤的市镇（或旧市镇、城区）包括：托里、阿奈拉科特、阿内奥、阿瓦隆、吕西勒布瓦、普罗旺西、索维尼勒布瓦。

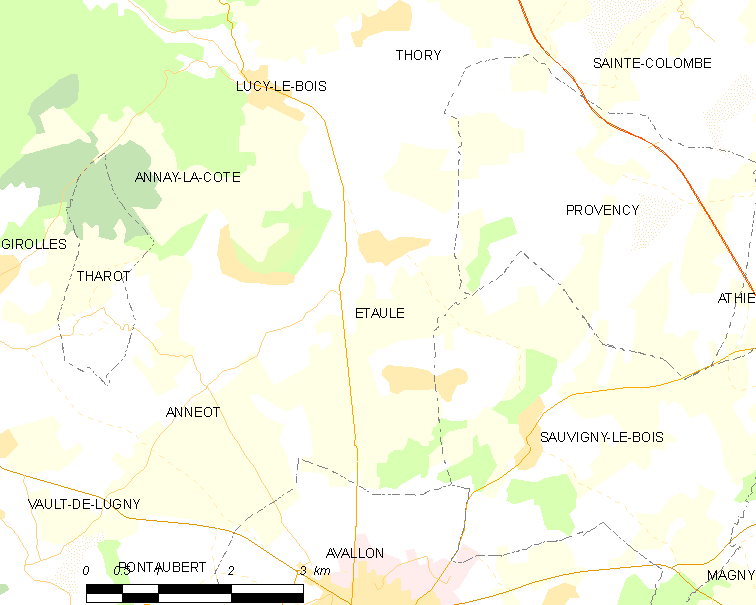
的OSM定位图

埃托勒的时区为UTC+01:00、UTC+02:00（夏令时）。

## 行政
埃托勒的邮政编码为89200，INSEE市镇编码为89159。

## 政治
埃托勒所属的省级选区为阿瓦隆县。

## 人口

1962-2008年间人口变化图示

埃托勒于2022年1月1日时的人口数量为392人。